# 阿尔卡拉利富西
阿尔卡拉利富西（義大利語：Alcara Li Fusi），是意大利西西里大区墨西拿廣域市的一个市镇。总面积62平方公里，人口2150人，人口密度34.7人/平方公里（2009年）。ISTAT代码为083001。